# よろしく!ファンファン
『よろしく!ファンファン』は、NHK Eテレで2018年4月11日から放送されている、3つの視点において社会について調べる社会科の学校放送番組。

## 概要
「時間」「空間」「人」の3つの視点から社会について調べ、社会的な見方や考え方を養う番組。
宇宙人の3人組が高性能ロボットのファンファンとともに社会科の宿題である日本のことを調べていく。この番組では様々な視点から調べることを重視している。

## 放送時間
いずれも日本時間。
- 2018年度[1]
  - 前期：水曜日 9:20 - 9:30
  - 後期（10月9日 - 12月11日）：火曜日 15:30 - 15:40
- 2019年度[2]
  - 前期：水曜日 9:20 - 9:30

- 2020年度[3]
  - 前期：水曜日 9:20 - 9:30
- 2021年度[4]
  - 前期：水曜日 9:20 - 9:30

- 2022年度[5]
  - 通年：水曜日 9:10 - 9:20
- 2023年度[6]
  - 通年：水曜日 9:10 - 9:20

- 2024年度[7]
  - 通年：水曜日 9:20 - 9:30

## 登場人物
ファンファン（声：福圓美里）
高性能なロボット。三人の調査の手助けをする。
トッキー（秋本レイラニ）
「時間」が気になる宇宙人の小学生。
チズル（藤沢元）
「地形」が気になる宇宙人の小学生。
ココロ（野添芙羽）
「人」が気になる宇宙人の小学生。